# Peter Coates
Peter Coates (Goldenhill, 13 januari 1938) is een Brits zakenman uit Stoke-on-Trent (Staffordshire) die rijk werd met gokbedrijf bet365. 
In 1989 werd Coates grootaandeelhouder van voetbalclub Stoke City FC. Hij was er de voorzitter totdat hij in 1997 aftrad na kritiek van de fans op de slechte prestaties van de club. Hij bleef grootaandeelhouder, maar Keith Humphreys werd aangesteld als voorzitter. In 1999 werd de club opgekocht door het in Luxemburg gebaseerde "Stoke Holding SA", een consortium van IJslandse zakenlui. Zij betaalden ongeveer 3,5 miljoen pond voor de club.
Aan het eind van het seizoen 2005-06 begon Stoke Holding onderhandelingen met Coates over het terugverkopen van de club. Deze verkoop werd een feit op 23 mei 2006, waarbij nu 1,7 miljoen pond werd betaald door Coates. Verder werden IJslandse schulden ter waarde van 3,3 miljoen pond kwijtgescholden.